# Закиб’я
Закиб’я (рос. Закибье) — присілок в Шимському районі Новгородської області Російської Федерації.
Населення становить 199 осіб. Входить до складу муніципального утворення Медведське сільське поселення.

## Історія
Від 2004 року входить до складу муніципального утворення Медведське сільське поселення.

## Населення
| 2010 |
| ---- |
| 199  |